# لو خان
لو خان (بالإنجليزية: Lou Kahn)‏ هو لاعب كرة قاعدة أمريكي، ولد في 4 ديسمبر 1915 في سانت لويس في الولايات المتحدة، وتوفي في 13 مارس 2002 في ألباني في الولايات المتحدة.

## وصلات خارجية
- لو خان على موقعبيزبول رفرنس.كوم (الدوري الثانوي) (الإنجليزية)